# Communauté de communes des Grands Lacs
La communauté de communes des Grands Lacs est une communauté de communes française, située dans le nord du département des Landes dans la région Nouvelle-Aquitaine, à proximité des lacs de Cazaux et de Parentis.
Elle regroupe sept communes :   
- Biscarrosse
- Gastes
- Luë
- Parentis-en-Born
- Sainte-Eulalie-en-Born
- Sanguinet
- Ychoux

La communauté de communes des Grands Lacs est propriétaire et gestionnaire de l'aérodrome des Grands Lacs (anciennement dénommé aérodrome de Biscarrosse Parentis).

## Historique
Elle a été créée le 15 novembre 2002 pour une prise d'effet au 11 décembre 2002.

## Territoire communautaire

### Géographie
Située au nord-ouest  du département des Landes, la communauté de communes des Grands Lacs présente une superficie de 728,5 km2.

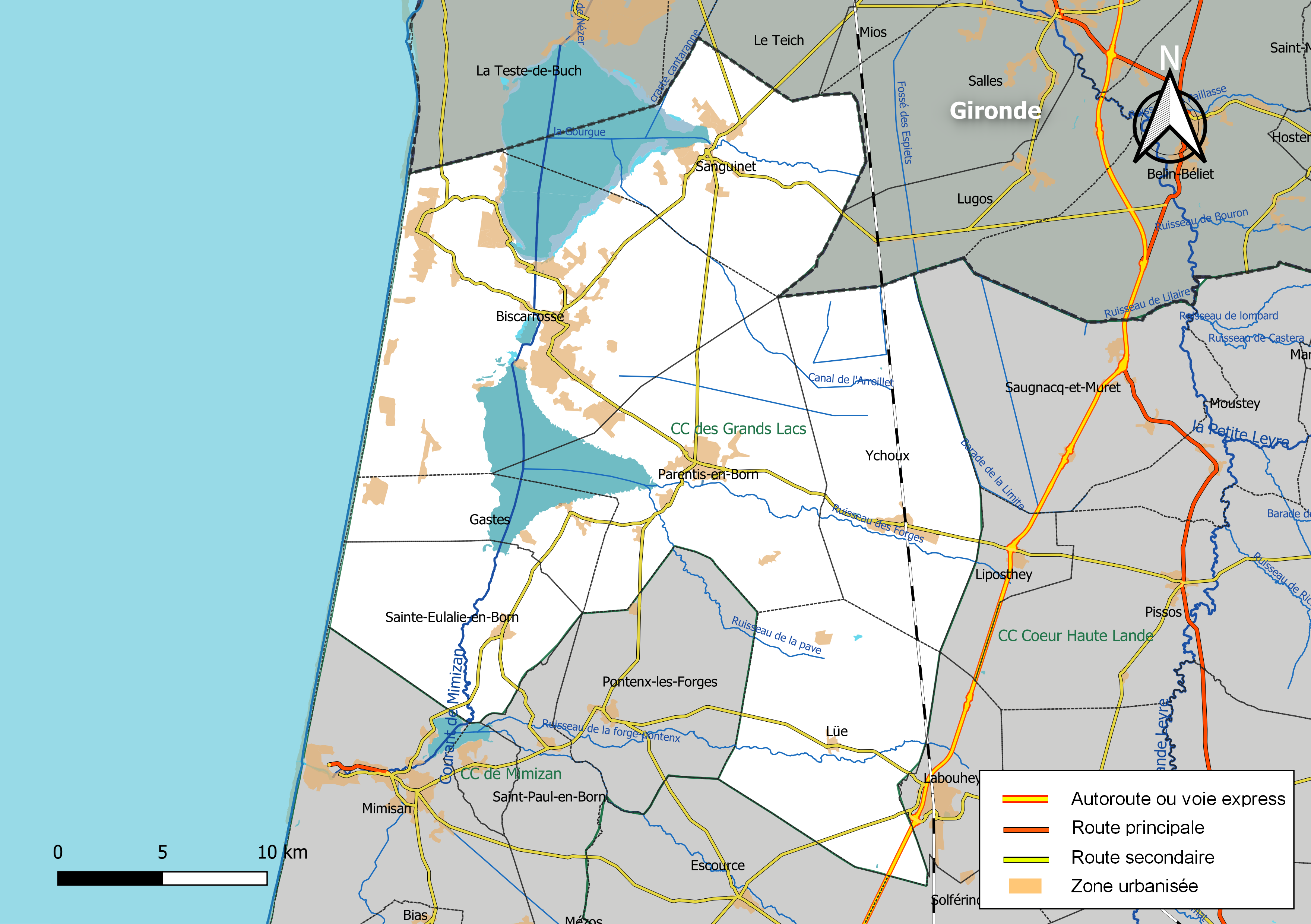
Carte de la communauté de communes des Grands Lacs au 1er janvier 2019.

### Composition

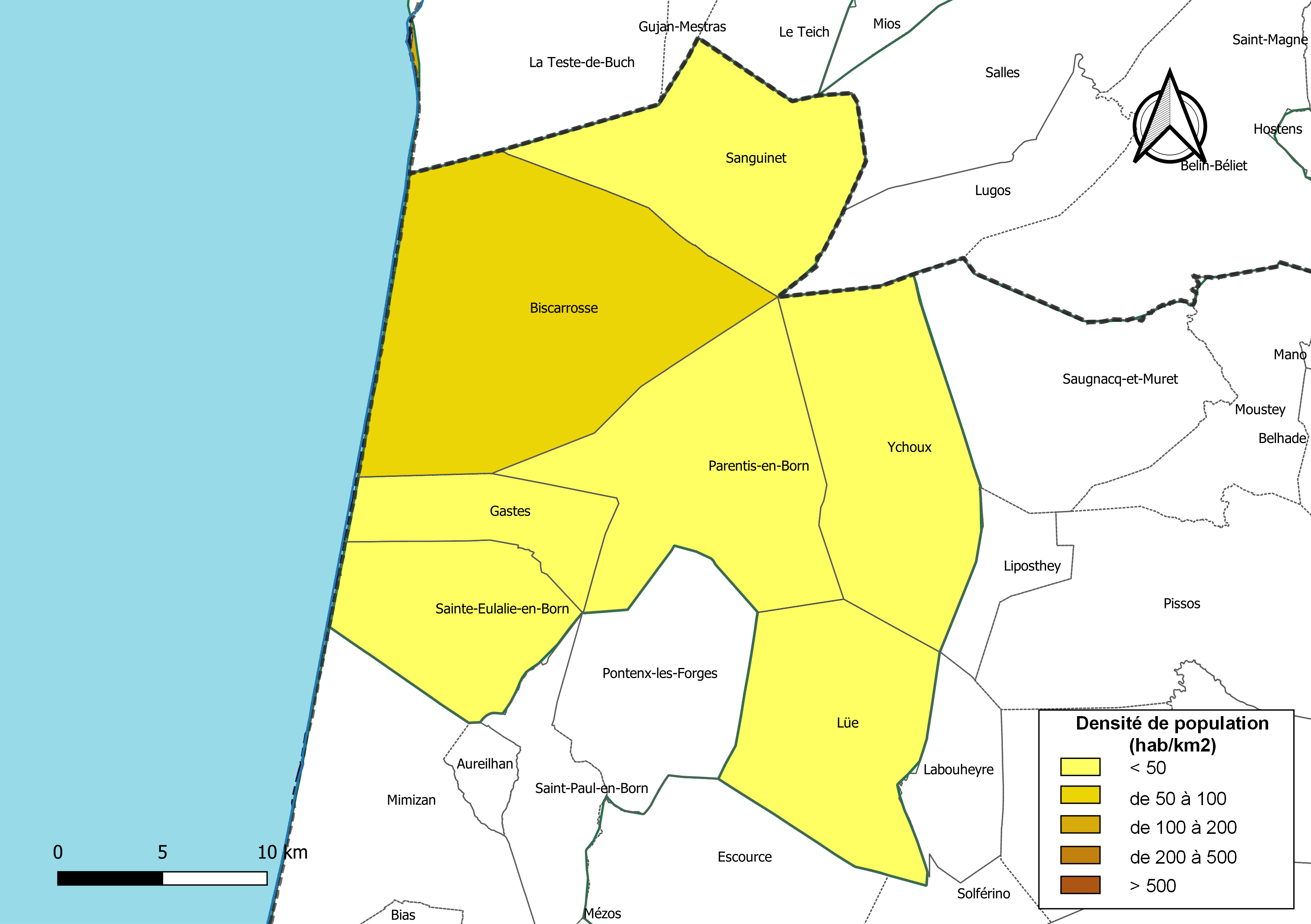
Carte des densités de population (millésimée 2016) des communes de la communauté de communes des Grands Lacs. Composition en communes au 1er janvier 2019.

La communauté de communes est composée des 7 communes suivantes :

| Nom                      | Code Insee | Gentilé          | Superficie (km2) | Population (dernière pop. légale) | Densité (hab./km2) |
| ------------------------ | ---------- | ---------------- | ---------------- | --------------------------------- | ------------------ |
| Parentis-en-Born (siège) | 40217      | Parentissois     | 111,55           | 7 463 (2022)                      | 67                 |
| Biscarrosse              | 40046      | Biscarrossais    | 160,48           | 15 412 (2022)                     | 96                 |
| Gastes                   | 40108      | Gastais          | 35,23            | 925 (2022)                        | 26                 |
| Lüe                      | 40163      | Luots            | 96,72            | 613 (2022)                        | 6,3                |
| Sainte-Eulalie-en-Born   | 40257      | Sainte-Eulaliens | 70,83            | 1 457 (2022)                      | 21                 |
| Sanguinet                | 40287      | Sanguinetois     | 81,43            | 4 662 (2022)                      | 57                 |
| Ychoux                   | 40332      | Ychoussois       | 111,28           | 2 342 (2022)                      | 21                 |

### Démographie
| 1968   | 1975   | 1982   | 1990   | 1999   | 2010   | 2015   | 2021   |
| ------ | ------ | ------ | ------ | ------ | ------ | ------ | ------ |
| 14 455 | 15 970 | 16 289 | 17 947 | 18 836 | 25 079 | 28 880 | 31 559 |

## Administration

### Conseillers
Le conseil communautaire de la communauté de communes se compose de 34 conseillers pour la mandature 2020-2026, répartis comme suit :
| Nombre de conseillers | Communes               |
| --------------------- | ---------------------- |
| 16                    | Biscarrosse            |
| 7                     | Parentis-en-Born       |
| 4                     | Sanguinet              |
| 3                     | Ychoux                 |
| 2                     | Sainte-Eulalie-en-Born |
| 1                     | Gastes, Lüe            |

## Compétences
Compétences obligatoires
- Aménagement de l'espace
- Développement économique, transports publics et promotion touristique (dont la création d'offices de tourisme)
- Aménagement, entretien et gestion des aires d'accueil des gens du voyage
- Collecte et traitement des déchets des ménages et déchets assimilés (gestion déléguée au SIVOM du Born)
- Gestion des Milieux Aquatiques et Prévention des Inondations (GEMAPI)
  - La mise en œuvre des trois premiers items (définis par le code de l'Environnement) a été déléguée au Syndicat Mixte du Bassin Versant des Lacs du Born (SMBVLB):
    - Aménagement d'un bassin ou d'une fraction de bassin hydrographique
    - Entretien et aménagement d'un cours d'eau, canal, lac ou plan d'eau y compris les accès à ceux-ci
    - Protection et restauration des sites, des écosystèmes aquatiques, des zones humides et des formations boisées riveraines)

  - Le 4e item relève de la Communauté de Communes des Grands Lacs, en raison de la façade littorale de Biscarrosse soumise à l'érosion et aux tempêtes:
    - Défense contre les inondations et contre la mer

Compétences optionnelles
- Protection et mise en valeur de l'environnement
- Politique du logement et du cadre de vie
- Création, aménagement et entretien de la voirie
- Action sociale d'intérêt communautaire (gérée par le Centre Intercommunal d'Action Sociale des Grands Lacs)

Compétences facultatives
- Gestion, aménagement et exploitation de l'Aérodrome des Grands Lacs
- Relation et coordination des actions avec le Pôle Equilibre Territorial et Rural du "Pays Landes Nature Côte d'Argent"
- Bornes de charge électrique
- Insertion par l'activité économique
- Gestion des animaux errants et de la fourrière intercommunale
- Gestion des milieux aquatiques
- Natura 2000
- Aide à l'entretien et la création des chemins de randonnées
- Gestion des déchets de venaison
- Création et entretien des crématoriums